# Alphatorquevirus
Alphatorquevirus é um gênero de vírus da família Anelloviridae, no grupo II da classificação de Baltimore. Abrange muitos tipos de vírus anteriormente conhecidos como TTV, vírus transmitido por transfusão ou torque teno vírus. O gênero contém 29 espécies, incluindo a espécie-tipo Torque teno virus 1. As 29 espécies compartilham o mesmo nome, numeradas de 1 a 29, e por esse motivo "torque teno virus" (TTV) é usado alternadamente com Alphatorquevirus.